# Nessuno schema nella mia vita!
Nessuno schema nella mia vita! è un demo tape dei Kina, uscito su nastro nel 1984 e successivamente ristampato su CD nel 1992.
Molti dei pezzi presenti sono poi stati registrati nuovamente e inseriti nell'album d'esordio Irreale realtà.

## Tracce
1. Bagliore accecante – 3:32
2. Solo pensieri – 1:33
3. Messaggi – 1:58
4. Teleimmissione – 3:04
5. Vivere odio – 2:27
6. L'alba – 2:30
7. Vita sprecata – 3:01
8. Nessuno schema – 3:39
9. Basta – 2:02
10. Il mio dolore – 2:43
11. Senza pensare – 3:08

## Formazione
- Giampiero Capra - voce e basso
- Sergio Milani - voce e batteria
- Alberto Ventrella - voce e chitarra